# 哈基米·阿都拉
哈基米·阿都拉 （1999年11月9日—）是一名马来西亚足球运动员，司职前锋。目前效力马来西亚超级足球联赛俱乐部登嘉楼，也代表马来西亚国家足球队。

## 生涯

### 俱乐部
吉兰丹
哈基米·阿都拉在2018年10月10日，马来西亚杯的比赛首次代表吉兰丹登场。
登嘉楼
2021年，哈基米·阿都拉转会至登嘉楼。

### 国家队
2021年9月23日，哈基米·阿都拉首次被马来西亚国家足球队征召，参加与乌兹别克斯坦和约旦的友谊赛。